# Брейтфус, Леонид Львович
Леонид Людвигович Брейтфус, (Людвиг Готлиб) (9.11.(01.12) 1864, Санкт-Петербург — 20 июня 1950, Бад-Пирмонт, Германия) — русско-немецкий зоолог и гидрограф, исследователь Арктики.

## Биография
Родился в 1864 году в Санкт-Петербурге в семье немцев, родители: отец Людвиг Брейтфус (Ludwig Breitfuss) 1826—1893 (родственник знаменитого филателиста Фридриха Брейтфуса) и мать Эмма Брейтфус (Emma Breitfuss) 1845—1921 (урожденная Зольденшло (Soldenschloh)). Леонид был старшим ребенком в семье. Закончил полный курс гимназии Петропавловского лютеранского училища в Петербурге, где учился с 1875 по 1882 год. Затем занимался самостоятельно, готовясь к поступлению в университет. В апреле-ноябре 1889 году был арестован по делу политического кружка Петра Точинского, проводившего пропаганду среди рабочих, сидел в известной петербургской тюрьме «Кресты». В том же году уехал в Берлин, где слушал лекции профессора Ф. Э. Шульце. В 1892—1897 годах занимался в Берлинском университете физико-математическими и естественно-историческими науками. Опубликовал ряд работ по известковым губкам; изучал также океанографию и метеорологию.
В 1898 году получил приглашение от профессора Н. М. Книповича, руководителя Мурманской научно-промысловой экспедиции, принять участие в её работе в Северном Ледовитом океане. В 1898 году поступил старшим ассистентом в Мурманскую научно-промысловую экспедицию, начальником которой стал в 1902 и состоял до 1908 года. Одновременно, в 1902—1910 годах являлся уполномоченным по Мурманским спасательным станциям Общества спасения на водах и ведал работой этих станций. В этот период проводил исследования в Баренцевом море на построенном в Германии судне «Андрей Первозванный» — первом в мире научно-промысловом корабле, оснащенном специальным тралом для ловли донных рыб и организмов и научной лабораторией. В процессе проведения исследований создал первую батиметрическую и гидрологическую карту Баренцева моря, написал пособие для производства анализов морской воды, изучал историю исследований Северного морского пути и проблему его использования. После ликвидации в 1908 году экспедиции вплоть до 1917 года занимался по заданию Министерства земледелия обработкой и публикацией результатов работ экспедиции. С 1912 года возглавлял гидрометрическую службу Главного гидрографического управления, организовал 4 полярные гидрометеорологические станции в Карском море.
По его инициативе впервые в Арктике были использованы самолеты для поисков пропавших экспедиций Г. Я. Седова, Г. Л. Брусилова и В. А. Русанова. 
В 1920 году Брейтфус был командирован в Норвегию для снаряжения экспедиции по спасению ледокола «Соловей Будимирович», найденного во льдах. После загрузки углем и продовольствием ледокол отправился в Архангельск. Усилиями Брейтфуса из Англии был также получен ледокол «Святогор», совершивший летом 1920 года экспедицию в Карское море.
Находясь в Норвегии по служебным делам, Брейтфус принял решение не возвращаться в СССР и в начале 1921 году перебрался в Берлин, где возобновил работу в Берлинском зоологическом музее, где стал заниматься написанием обзорных историко-географических исследований полярных областей, а также изданием журнала Международного научного общества по изучению Арктики воздушными средствами — «Аэроарктика». В 1923 году консультировал организаторов операции по спасению экипажа Умберто Нобиле на дирижабле «Италия», потерпевшем аварию в районе Шпицбергена. В 1931 году руководил обработкой материалов, собранных международной экспедицией в советскую Арктику на дирижабле «Граф Цеппелин». С приходом Гитлера к власти «Аэроарктика» прекратила работу. Брейтфус занялся написанием «Обзора полярных путешествий», содержавшим сведения о 3000 полярных путешествиях, составлением систематического указателя 35000 библиографических источников. Однако объёмная рукопись, содержавшая 66000 страниц текста и многочисленные карты, сгорела в издательстве. Многолетний труд Брейтфуса «Промыслы Антарктики», над которым он работал в 1938—1943 годах, погиб во время штурма Берлина в 1945 году.
С 1945 года до конца жизни Брейтфус работал в Гидрографическом институте в Гамбурге. За свою жизнь Брейтфус написал 82 работы, в которых отражено состояние исследований Северной и Южной полярных областей, и несколько работ по известковым губкам, а также мемуары.

## Память
Именем Брейтфуса назван один из мысов вновь открытой Северной Земли (в советское время — мыс Мокрый), а также мыс Брейтфуса, расположенный на юго-востоке острова Гукера в архипелаге Земля Франца-Иосифа (мыс нанесён на карту в 1914 году экспедицией Г. Я. Седова, тогда же было присвоено название мысу).

## Научные труды
- «Kalkschwammfauna von Spitzbergen» («Zool. Jahrb.», 1898);
- «Kalkschwammfauna des Weissen Meeres u. d. Eismeerkusten d. Europaischen Russlands» («Записки Императорской Академии Наук», 1898);
- «Die arctische Kalkschwammfauna» («Arch. f. Naturg.», 1898; за эту работу признан доктором философии Берлинским университетом);
- «Труды Мурманской экспедиции» за 1902, 1903, 1904 и 1905 года (СПб., 1903 — 12);
- «Ozeanographische Studien uber das Barents-Meer» («Peterm. Geogr. Mitt.», 1904, H. 2);
- «Карта рельефа дна Баренцева моря» (СПб., 1906);
- «Морской Сибирский путь на Дальний Восток. Краткая история плавания Карским морем и Сибирским Ледовитым океаном» (СПб., 1904).
- Арх.: ГАРВ, ф. 5446, оп.37., д.48, лл.211-212.